# Frank Foyston
Temple de la renommée : 1958
Frank Corbett Foyston (né le 2 février 1891 à Minesing, dans la province de l'Ontario, au Canada – mort le 19 janvier 1966 à Seattle aux États-Unis) est un joueur professionnel canadien de hockey sur glace qui évoluait au poste d'attaquant,.

## Biographie

### Ses débuts
Frank Foyston est né le 2 février 1891 dans la ville de Minesing en Ontario, Canada. Il fait ses débuts en jouant dans l'Association de hockey de l'Ontario au cours de la saison 1908-1909 ; il joue alors avec l'équipe junior du club athlétique de Barrie. Deux saisons plus tard, il joue avec l'équipe sénior de la ville. En 1911-1912, il joue avec les Eaton's de Toronto et lors des séries éliminatoires, il inscrit cinq buts en quatre rencontres, le meilleur total de la ligue lors des séries

### Dans la PCHA

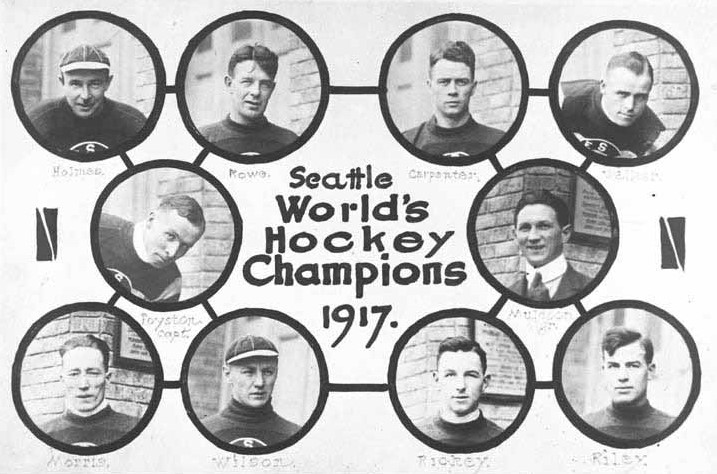
Photomontage des Metropolitans de Seattle champions 1917 de la Coupe Stanley. Foyston est le joueur à gauche sur le rang du milieu.

Au début de la saison 1915-1916, l'Association de hockey de la Côte du Pacifique – également connu sous son nom anglais de Pacific Coast Hockey Association ou sous son sigle PCHA – accueille une quatrième équipe dans ses rangs : les Metropolitans de Seattle ; l'équipe est entraînée par Pete Muldoon et recrute plusieurs joueurs des Blueshirts de Toronto : Harry Holmes, Jack Walker, Cully Wilson et également Foyston. Les joueurs de Seattle finissent à la troisième place du classement avec neuf victoires et neuf défaites.
Les Metropolitans de Seattle finissent la saison 1916-1917 en tête du classement alors qu'ils occupent cette première place depuis le 30 décembre et une victoire 7-4 sur Vancouver ; ils comptent à la fin du calendrier seize victoires pour huit défaites. En finissant premiers de la PCHA, les Metropolitans ont le droit de jouer une série pour la Coupe Stanley contre les champions de l'Association nationale de hockey, les Canadiens de Montréal. Le premier match des séries est joué avec sept joueurs en même temps sur la glace pour chaque équipe, selon le règlement en vigueur dans la PCHA, alors que la série se joue au meilleur des cinq matchs ; les Canadiens l'emportent huit buts à quatre grâce à quatre buts de Didier Pitre pour Montréal. Les Metropolitans réagissent lors des deux matchs suivant en remportant les deux rencontres 6-1 et 4-1. Le quatrième match se joue le 26 mars et les joueurs locaux de Seattle remportent cette nouvelle confrontation 9-1 et deviennent ainsi la première équipe basée aux États-Unis à remporter la Coupe Stanley. Au total, le score est de vingt-trois à onze, avec quatorze des buts des vainqueurs inscrits par Bernie Morris – dont six au cours du quatrième match. Les joueurs de Seattle touchent alors une prime de 180 dollars chacun pour leur victoire.
L'effectif sacré champion est le suivant :
- Gardien de but : Harry « Hap » Holmes
- Défenseurs : Robert « Bobby » Rowe (capitaine), Roy Rickey, Eddie Carpenter
- Centre : Bernie Morris
- Rover : Jack Walker
- Ailiers : Frank Foyston, James « Jim » Riley et Carol « Cully » Wilson
- Président et entraîneur : Pete Muldoon

## Statistiques
| Saison    | Équipe                   | Ligue         |    | Saison régulière | Saison régulière | Saison régulière | Saison régulière | Saison régulière |   | Séries éliminatoires | Séries éliminatoires | Séries éliminatoires | Séries éliminatoires | Séries éliminatoires |
| Saison    | Équipe                   | Ligue         | PJ | B                | A                | Pts              | Pun              | PJ               | B | A                    | Pts                  | Pun                  |                      |                      |
| 1908-1909 | Barrie Athletic Club     | AHO Jr.       | 6  | 17               | 0                | 17               | 9                |                  |   |                      |                      |                      |                      |                      |
| 1909-1910 | Barrie Athletic Club     | AHO Jr.       |    |                  |                  |                  |                  |                  |   |                      |                      |                      |                      |                      |
| 1910-1911 | Barrie Athletic Club     | AHO Sr.       | 6  | 14               | 0                | 14               |                  |                  |   |                      |                      |                      |                      |                      |
| 1911-1912 | Eaton's de Toronto       | TMHL          | 6  | 15               | 0                | 15               |                  | 4                | 5 | 0                    | 5                    | 9                    |                      |                      |
| 1912-1913 | Blueshirts de Toronto    | ANH           | 16 | 8                | 0                | 8                | 8                |                  |   |                      |                      |                      |                      |                      |
| 1913-1914 | Blueshirts de Toronto    | ANH           | 19 | 16               | 2                | 18               | 8                | 2                | 1 | 0                    | 1                    | 0                    |                      |                      |
| 1913-1914 | Blueshirts de Toronto    | Coupe Stanley |    |                  |                  |                  |                  | 3                | 2 | 0                    | 2                    | 3                    |                      |                      |
| 1914-1915 | Blueshirts de Toronto    | ANH           | 20 | 13               | 9                | 22               | 11               |                  |   |                      |                      |                      |                      |                      |
| 1915-1916 | Blueshirts de Toronto    | ANH           | 1  | 0                | 0                | 0                | 0                |                  |   |                      |                      |                      |                      |                      |
| 1915-1916 | Metropolitans de Seattle | PCHA          | 18 | 9                | 4                | 13               | 6                |                  |   |                      |                      |                      |                      |                      |
| 1916-1917 | Metropolitans de Seattle | PCHA          | 24 | 36               | 12               | 48               | 51               |                  |   |                      |                      |                      |                      |                      |
| 1916-1917 | Metropolitans de Seattle | Coupe Stanley |    |                  |                  |                  |                  | 4                | 7 | 3                    | 10                   | 3                    |                      |                      |
| 1917-1918 | Metropolitans de Seattle | PCHA          | 13 | 9                | 5                | 14               | 9                | 2                | 0 | 0                    | 0                    | 3                    |                      |                      |
| 1919      | Metropolitans de Seattle | PCHA          | 18 | 15               | 4                | 19               | 0                | 2                | 3 | 0                    | 3                    | 0                    |                      |                      |
| 1919      | Metropolitans de Seattle | Coupe Stanley |    |                  |                  |                  |                  | 5                | 9 | 1                    | 10                   | 0                    |                      |                      |
| 1919-1920 | Metropolitans de Seattle | PCHA          | 22 | 26               | 3                | 29               | 3                | 2                | 3 | 1                    | 4                    | 0                    |                      |                      |
| 1919-1920 | Metropolitans de Seattle | Coupe Stanley |    |                  |                  |                  |                  | 5                | 6 | 1                    | 7                    | 7                    |                      |                      |
| 1920-1921 | Metropolitans de Seattle | PCHA          | 23 | 26               | 4                | 30               | 10               | 2                | 1 | 0                    | 1                    | 0                    |                      |                      |
| 1921-1922 | Metropolitans de Seattle | PCHA          | 24 | 16               | 7                | 23               | 25               | 2                | 0 | 0                    | 0                    | 3                    |                      |                      |
| 1922-1923 | Metropolitans de Seattle | PCHA          | 30 | 20               | 8                | 28               | 21               |                  |   |                      |                      |                      |                      |                      |
| 1923-1924 | Metropolitans de Seattle | PCHA          | 30 | 17               | 6                | 23               | 8                | 2                | 1 | 0                    | 1                    | 0                    |                      |                      |
| 1924-1925 | Cougars de Victoria      | WCHL          | 27 | 6                | 5                | 11               | 6                | 4                | 1 | 1                    | 2                    | 2                    |                      |                      |
| 1924-1925 | Cougars de Victoria      | Coupe Stanley |    |                  |                  |                  |                  | 4                | 1 | 0                    | 1                    | 0                    |                      |                      |
| 1925-1926 | Cougars de Victoria      | WHL           | 12 | 6                | 3                | 9                | 8                | 3                | 2 | 0                    | 2                    | 4                    |                      |                      |
| 1925-1926 | Cougars de Victoria      | Coupe Stanley |    |                  |                  |                  |                  | 4                | 0 | 0                    | 0                    | 2                    |                      |                      |
| 1926-1927 | Cougars de Détroit       | LNH           | 41 | 10               | 5                | 15               | 16               |                  |   |                      |                      |                      |                      |                      |
| 1927-1928 | Olympics de Détroit      | Can-Am        | 19 | 3                | 2                | 5                | 14               |                  |   |                      |                      |                      |                      |                      |
| 1927-1928 | Cougars de Détroit       | LNH           | 23 | 7                | 2                | 9                | 16               |                  |   |                      |                      |                      |                      |                      |
| 1928-1929 | Olympics de Détroit      | Can-Am        | 42 | 18               | 6                | 24               | 20               | 7                | 0 | 0                    | 0                    | 9                    |                      |                      |
| 1929-1930 | Olympics de Détroit      | LIH           | 31 | 2                | 1                | 3                | 6                | 3                | 0 | 0                    | 0                    | 0                    |                      |                      |
| 1931-1932 | Tigers du Bronx          | Can-Am        |    |                  |                  |                  |                  |                  |   |                      |                      |                      |                      |                      |

## Trophées et honneurs personnels
- 1914 : remporte la Coupe Stanley avec les Blueshirts de Toronto de l'ANH
- 1916-1917 : 
  - remporte la Coupe Stanley avec les Metropolitans de Seattle de la PCHA
  - meilleur joueur de la PCHA
  - sélectionné dans la première équipe d'étoiles de la PCHA
- 1917-1918 : sélectionné dans la première équipe d'étoiles de la PCHA
- 1919 : sélectionné dans la seconde équipe d'étoiles de la PCHA
- 1919-1920 : sélectionné dans la première équipe d'étoiles de la PCHA
- 1920-1921 : sélectionné dans la première équipe d'étoiles de la PCHA
- 1921-1922 : sélectionné dans la seconde équipe d'étoiles de la PCHA
- 1922-1923 : sélectionné dans la première équipe d'étoiles de la PCHA
- 1923-1924 : sélectionné dans la première équipe d'étoiles de la PCHA
- 1924-1925 : remporte la Coupe Stanley avec les Cougars de Victoria de la WCHL